# 緄夷
昆夷也作混夷、串夷、畎夷、犬夷、犬戎、緄夷等，又作緄戎、昆戎，主要活動區域在今中華人民共和國陝西省西北部涇水以北一帶，在周人領土的西方。在商朝時，被列為西夷，周朝時，改列為西戎。在戰國時，被列為西戎八國之一，臣服於秦國。至匈奴興起後，加入匈奴之中，為匈奴先祖之一。

## 歷史
昆夷最早活動於涇水以北一帶，位於今中華人民共和國甘肅、寧夏交界一带。夏朝時為九夷之一，商代時為鬼方之一。緄夷在周人西方，據《竹書紀年》，帝乙曾要求周人派兵攻打緄夷，由南仲領兵，在朔方築城，《詩經》也記載此事，但稱南仲是攻打玁狁。《孟子》記載，周文王曾經服事過昆夷，根據《詩經》，周文王後來擊敗昆夷，使昆夷臣服周人。
《诗經·小雅·采薇序》：“文王之时，西有昆夷之患，北有玁狁之难。”周文王 、周穆王時都跟昆夷進行過作戰。周人與昆夷有多次戰爭，著名有戰役有豳地之战、昆地之战。周太王被迫“去周迁岐”。後來周王季擊败昆夷，收复毕原，“混夷駾矣，维其喙矣。”。
據《史記》記載，至戰國時，昆夷主要活動在隴山以西一帶。西漢楊惲〈報會宗書〉記載，認為安定郡一帶的山谷曾經是昆夷的領土。在匈奴興起後，緄夷加入匈奴，成為匈奴的先祖之一。

## 學術考證
中華民國學者王國維在《鬼方昆夷獫狁考》中認爲玁狁即允姓之戎，與昆夷，及鬼方、葷粥等，皆為同一民族的不同名稱，都是指匈奴。漢朝時，匈奴有昆邪王，可能為其後代。呂思勉認為緄夷與玁狁，都是犬戎的不同譯名。
中華人民共和國學者錢伯泉認為，緄夷為昆邪王與自稱為昆的烏孫先祖。學者余太山贊同緄夷為允姓之戎的說法，他認為允姓之戎為塞種先祖。學者林梅村認為義渠與緄夷皆為吐火羅人的分支，匈奴昆邪王部落為緄夷後代。
學者黃文弼認為，鬼方、葷粥、混夷、獫狁等，皆為古代羌族，與匈奴種族不同。台灣學者姚大中認為，緄夷等被稱為西戎的部族，在漢朝之後被改稱西羌，即羌族的前身。中華人民共和國學者黃烈，主張所有西戎族群皆為羌族。翦伯贊認為犬戎與其他西戎八國等皆出自羌族。
中華人民共和國學者林澐指出，绲夷所屬的西戎人群是由先秦華夏人群分裂出來的一支。